# Nicole Sabouné
Amanda Marina Nicole Sabouné, född 23 maj 1991 i Sölvesborg, är en svensk sångerska och låtskrivare.

## Biografi
Sabouné är uppväxt i Sölvesborg och Lund och gick 2010 ut Lunds Dans- och Musikalgymnasium. Hon deltog 2012 i TV4:s The Voice Sverige, där hon hade Ola Salo som coach. Hon tog sig till semifinal innan hon slutligen åkte ut ur tävlingen. Sabouné började skriva musik tillsammans med bland andra Salo och Niklas Stenemo och hon har hämtat influenser från bland annat 1970/-80-talens punk- , postpunk- och rockscen och grupper som Joy Division. De egna singlarna Conquer or Suffer och I Surrender tillhörde de mest spelade på Sveriges Radio P3 2013 och 15 januari 2014 släpptes hennes debutalbum Must Exist på skivbolaget Roxy Recordings. Albumet fick mycket positivt mottagande av kritikerkåren och utnämndes bland annat till "årets bästa album". Den följdes av en Sverigeturné.
24 juli 2015 framträdde Sabouné i Malmö med den speciella helkvinnliga storbandskonserten Big City Divas tillsammans med Kristin Amparo, Pauline, Jasmine Kara och Min stora sorg. 2015 gick hon över till skivbolaget Woah Dad!, som släpptes albumet Miman i början av november 2015. Titeln är hämtad från Harry Martinsons diktverk om evakuerings-rymdskeppet Aniara och den mystiska "centraldatorn" Miman, som innefattar all kunskap om den sammanfallande Jordens och mänsklighetens ödeshistoria.  Också detta album fick överlag lysande mottagande som "ett av årets viktigaste album" och "svårt att tänka sig en bättre tröst när världen rämnar runtomkring".
I oktober 2023 släpptes Sabounés fjärde album, Kismet. Albumet inspirerades av stämningen och musiken i Sofia Coppolas filmer.

## Diskografi

### Album
- 2014 – Must Exist
- 2015 – Miman
- 2021 – Attachment Theory
- 2023 – Kismet

### EPs
- 2019 – Come My Love

### Singlar
- 2012 – Unseen Footage From a Forthcoming Funeral
- 2013 – Conquer or Suffer
- 2013 – I Surrender
- 2014 – Win This Life
- 2015 – Bleeding Faster
- 2021 – Simple Life (med Elias)
- 2023 – Stop Loving Me